# Lyrisches Drama
Das lyrische Drama ist ein Dramentyp, bei dem lyrische Elemente im Vordergrund stehen und dramatische in den Hintergrund gedrängt werden. 
Nach antiker Auffassung ist Lyrik das Gesungene im Unterschied zu Drama und Epos. Ein lyrisches Drama ist also im Sprachgebrauch noch des 18. Jahrhunderts das gesungene (oder auf andere Weise musikalisierte) Drama. Drame lyrique ist vorab eine Operngattung in der zweiten Hälfte des 19. Jahrhunderts. 
Das Adjektiv „lyrisch“ erscheint auch als Bezeichnung von Schauspielen und benennt damit nicht ausschließlich deren Unterschied zu Theaterstücken, die in Prosa verfasst sind. Im Gegensatz etwa zu klassischen Dramen in Versform zählen zu den Charakteristika des lyrischen Dramas eine gewisse Handlungs- und Figurenarmut ohne Wechsel des Bühnenbilds. Im Zentrum der Handlung steht trotz des Auftritts anderer Figuren, mit denen aber nur eine eingeschränkte Kommunikation stattfindet, das Innenleben der Hauptperson, wodurch sich eine Nähe dieser selbstbeobachtenden Theaterfigur zum lyrischen Ich ergibt. Im Zuschauer von Aufführungen lyrischer Dramen soll nicht die Illusion aufkommen, sie beobachteten eine „reale Handlung“. 
Beispiele sind Gestern. Dramatische Studie in einem Akt in Versen (1891) oder Der Tor und der Tod (1898) von Hugo von Hofmannsthal.